# Лесное (Мендыкаринский район)
Лесное (каз. Лесной) — село в Мендыкаринском районе Костанайской области Казахстана. Входит в состав Первомайского сельского округа. Код КАТО — 395657500.

## Население
В 1999 году население села составляло 468 человек (231 мужчина и 237 женщин). По данным переписи 2009 года, в селе проживали 424 человека (209 мужчин и 215 женщин). По данным переписи 2021 года, в селе проживало 257 человек (133 мужчины и 124 женщины).